# Hans Knutsen
Hans Knutsen (28 gennaio 1955) è un allenatore di calcio ed ex calciatore norvegese.

## Carriera
Da calciatore, ha giocato con la maglia dell'Asker.
Dal 1987 al 1989, ha ricoperto il ruolo di allenatore dell'Asker Kvinner. Nel 1996, Knutsen ha guidato le giapponesi del Nikko, che ha condotto alla vittoria del campionato.
Knutsen è stato allenatore del Kongsvinger nella 1. divisjon 2000, che la squadra ha chiuso al 5º posto finale.
Dall'anno successivo, ha ricoperto il medesimo incarico al Follo, lavorando in tandem con Aksel Bergo: è stato impiegato in questo ruolo per un biennio. Successivamente a questa esperienza, ha lavorato come assistente nella Nazionale femminile norvegese.
Il 17 dicembre 2003 è stato reso noto che Knutsen avrebbe allenato il Lyn Oslo, in Eliteserien, a partire dal 1º gennaio successivo, assieme ad Espen Olafsen. I due hanno condotto la squadra fino alla finale del Norgesmesterskapet 2004, persa contro il Brann.
Nel 2005, ha guidato il Lyn Oslo da solo, per venire poi sostituito nel corso della stagione.